# Jural
 Jural  (olaszul: Rojal) falu Horvátországban, Isztria megyében. Közigazgatásilag Kanfanarhoz tartozik.

## Fekvése
Az Isztria középső részén, Rovinjtól 12 km-re északkeletre, községközpontjától 9 km-re nyugatra, a félszigetre fjord szerűen hosszan benyúló a Lim-öböl keleti vége felett fekszik.

## Története
A településnek 1880-ban 81, 1910-ben 70 lakosa volt. Az első világháború után a rapallói szerződés értelmében Isztria az Olasz Királysághoz került. A második világháború után Jugoszlávia része lett. Jugoszlávia felbomlása után 1991-ben a független Horvátország része lett. 2011-ben a falunak 20 lakosa volt. Lakói mezőgazdasággal (szőlő, olajbogyó és gabonatermesztéssel) foglalkoznak.

## Nevezetességei
- Szent Margit tiszteletére szentelt kápolnája 1697-ben épült. A kápolnát temető övezi.
- A Lim-csatorna északi vége feletti fennsík szélén, Jural és Krunčići falvak között található a „Limska gradina” régészeti lelőhely. A helyszínen egy őskori erődített település maradványait rögzítették, és feltárták a sáncok között elhelyezkedő hamvasztásos nekropoliszt. A nekropolisz területét a fő sáncra merőleges falakkal osztották szét, e falak között pedig több sírral rendelkező kisebb mezőkre osztották. A leletek és a sírok típusa szerint a nekropolisz némi bronzkori jellegzetességekkel a kora vaskorra datálható. A sírok négyzet alakúak, kőlapokkal szegélyezettek, és az elhunytak hamvait a mellékletekkel együtt geometriai és vonalas motívumokkal díszített urnákban helyezték el.[2]

## Lakosság
| Lakosság változása | Lakosság változása | Lakosság változása | Lakosság változása | Lakosság változása | Lakosság változása | Lakosság változása | Lakosság változása | Lakosság változása | Lakosság változása | Lakosság változása | Lakosság változása | Lakosság változása | Lakosság változása | Lakosság változása | Lakosság változása |
| ------------------ | ------------------ | ------------------ | ------------------ | ------------------ | ------------------ | ------------------ | ------------------ | ------------------ | ------------------ | ------------------ | ------------------ | ------------------ | ------------------ | ------------------ | ------------------ |
| 1857               | 1869               | 1880               | 1890               | 1900               | 1910               | 1921               | 1931               | 1948               | 1953               | 1961               | 1971               | 1981               | 1991               | 2001               | 2011               |
| 0                  | 0                  | 81                 | 74                 | 70                 | 70                 | 0                  | 0                  | 69                 | 41                 | 43                 | 24                 | 20                 | 12                 | 15                 | 20                 |